# Irno
Il fiume Irno nasce a Baronissi dalle pendici del Monte Stella e percorre 11 km prima di sfociare nel mar Tirreno, dopo aver attraversato la città di Salerno.

## Origine del nome
Secondo alcuni, in origine il nome del fiume era Irnthi, infatti sono state rinvenute in Campania monete bronzee di una città sconosciuta che aveva questo nome; gli studiosi si chiedono se essa corrisponda al centro etrusco-campano rinvenuto a Fratte di Salerno lungo il corso dell'Irno.
Altri, invece, credono che l'Irno una volta si chiamasse Leiriono (fiume dei gigli) e che, per successive modifiche, fosse divenuto Lirino, Lirno e, quindi, l'Irno.
Quale che sia la verità storica, pare che da questo nome, tramite successive corruzioni, sarebbe derivato all'epoca dei romani il nome di Salerno, cioè Salernum (da salum e Irnum, ossia "il luogo situato tra il mare e l'Irno").

## Industria ceramica
In epoca antica l'Irno rappresentava un corso d'acqua molto conveniente per le vasche di decantazione dell'argilla. Infatti nella sua parte alta vi sono numerose cave di argilla che sono state sfruttate fin dal V-IV secolo a.C. per la produzione di ceramiche. Nel centro antico di Fratte non solo si sono trovate delle fornaci per la cottura di ceramiche, ma dalla necropoli sono conosciuti vasi a figure rosse dipinte da un artigiano chiamato "Pittore di Fratte", che si caratterizza soprattutto per il viso femminile di profilo con naso appuntito, sguardo rivolto all'insù, tocco di rosso sulle guance.

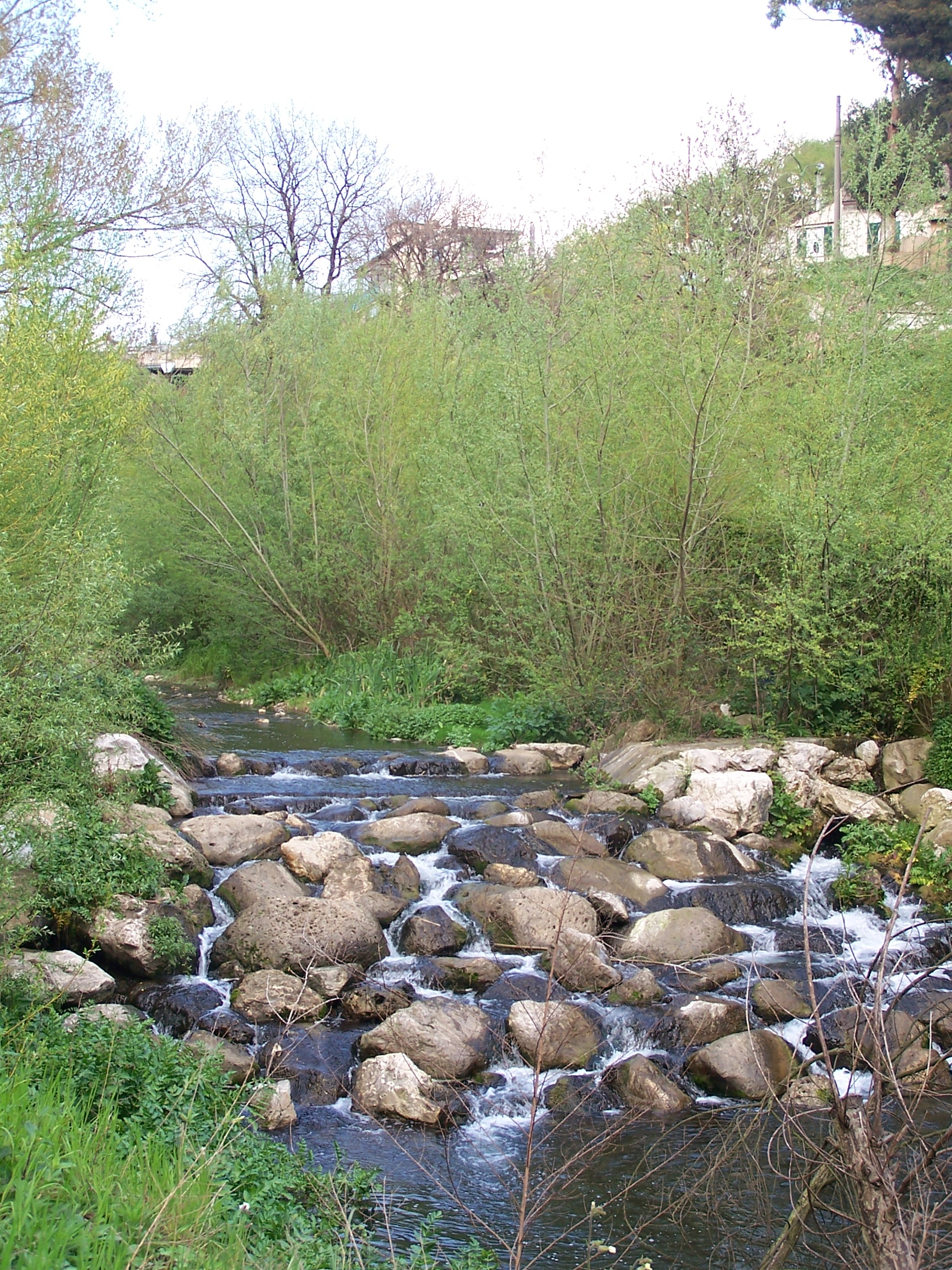
Sistemazioni di ingegneria naturalistica in agro di Pellezzano

La tradizione della produzione ceramica ha ripreso nel XX secolo, caratterizzandosi soprattutto nella produzione di ceramiche e stoviglie dipinte (fabbrica "Ernestine"), oppure riggiole e tegole di cotto destinate ai mercati di tutta Europa.

## Il fiume e l'industrializzazione del '800
Nel 1829 alcuni commercianti di tessuti svizzeri (fra cui Davide Vonwiller) impiantarono a Fratte di Salerno, lungo le sponde dell'Irno, alcune industrie tessili, tra le prime del Regno delle Due Sicilie (tra cui filande, tessiture, tintorie, ecc., divenute successivamente le Manifatture Cotoniere Meridionali o MCM), poiché avevano notato che l'Irno assicurava un flusso di acqua anche nelle estati più siccitose, quindi se ne poteva sfruttare senza problemi la forza motrice per azionare le macchine.
Grazie a questa floridezza industriale paragonabile solo all'Inghilterra, talvolta Salerno era denominata  "la Manchester delle Due Sicilie" .

## Il fiume e le alluvioni
Durante l'alluvione di Salerno del 25 ottobre 1954 l'Irno straripò, ma senza creare danni alle persone, a differenza di molti altri torrenti che attraversano la città. Dopo l'evento, il letto e le sponde del fiume sono stati risistemati al fine di contenerne le piene.
Nell'autunno 1966 (nello stesso periodo dell'alluvione di Firenze) l'Irno è straripato danneggiando gravemente una parte delle fabbriche che successivamente furono abbattute e ricostruite.
Il corso del fiume Irno è stato oggetto, negli anni 2004/2005, di un vasto programma di opere di sistemazione idrogeologica ed interventi di ingegneria naturalistica. Risultato di tali lavori è stata la realizzazione, nella zona a monte di Fratte, di diversi specchi lacuali disposti a grappolo con funzione di bacini di espansione fluviale. L'opera ha previsto anche una sistemazione di tipo naturalistico con la piantumazione di vegetazione igrofila (salici, pioppi) e la creazione di una rete di sentieri attrezzati per favorire la fruizione pubblica delle sponde del fiume; inoltre, sono state rifatte le sponde in cemento della parte di fiume che attraversa la città di Salerno, già sistemate negli anni cinquanta.